# Charlotte Harbor (Bucht)
Charlotte Harbor ist ein Ästuar am Golf von Mexiko an der Westküste des US-Bundesstaats Florida. Die 699 km² große Bucht ist maximal 48 km lang, bis zu 12 km breit und umfasst 352 km Küstenlinie. In die Bucht münden neben kleineren Bächen der Myakka River, der Peace River und der Caloosahatchee River. Der Intracoastal Waterway verläuft durch die Bucht. Zum Golf von Mexiko begrenzt eine Reihe von Inseln und Sandbänken, zu denen Gasparilla Island, La Costa Island und Sanibel Island gehören, die Bucht. Innerhalb der flachen, durchschnittlich nur zwei Meter tiefen Bucht liegt die Insel Pine Island, an der Küste liegen die Städte North Port, Port Charlotte, Punta Gorda, Cape Coral und Fort Myers.
Der Charlotte Harbor ist bekannt für seine Biodiversität. Im Mündungsgebiet der Zuflüsse gibt es ausgedehnte Seegraswiesen, Mangrovensümpfe und Feuchtwiesen, sodass das Gebiet eine hohe ökologische und für die Fischerei eine hohe ökonomische Bedeutung hat. Neben zahlreichen weiteren Schutzgebieten schützt der Charlotte Harbor Preserve State Park 170 km² der angrenzenden Küstengebiete mit insgesamt 112 km Küstenlinie.
Die Ausweitung der Wohnbebauung aufgrund des starken Bevölkerungswachstums an der Golfküste und die zunehmende Intensivierung der Landwirtschaft, insbesondere die Einschwemmung von Phosphat aufgrund Überdüngung, gefährden jedoch das Ökosystem. Das Charlotte Harbor National Estuary Program, nur eines von drei derartigen Projekten in Florida, soll die Wasserqualität der Bucht und die ökologische Vielfalt schützen.